# Арисменди Мехия, Элена
Элена Арисменди Мехия (исп. Elena Arizmendi Mejía; 18 января 1884, Мехико — 1949, там же) — мексиканская феминистка, основавшая «Нейтральный Белый Крест» (исп. La Cruz Blanca Neutral) в период Мексиканской революции. Она принадлежала к первой волне мексиканского феминизма, став также основательницей обществ «Женщины расы» (исп. Las Mujeres de la raza) и «Международной лиги иберийских и латиноамериканских женщин» (исп. Liga Internacional de Mujeres Ibéricas e Hispanoamericanas) в сотрудничестве с Херонимой Софией Вильей де Буэнтельо.

## Биография
Элена Арисменди Мехия родилась 18 января 1884 года в Мехико в привилегированной семье Хесуса Арисменди и Исабель Мехии. Она приходилась внучкой Игнасио Мехии, служившему военным министром и бывшему генералом дивизии при режиме мексиканского президента Бенито Хуареса. Её прадедом был подполковник Мануэль Кристобаль Мехия, который воевал в Мексиканской войне за независимость в составе армии Агустина де Итурбиде. Арисменди провела часть своего детства с дедушкой в Оахаке, а в возрасте примерно восьми лет вернулась в Мехико. Она училась в Мехико, возможно, в школе Сан-Игнасио-де-Лойола, но когда её мать умерла в 1898 году, Арисменди взяла на себя воспитание своих братьев и сестёр, а также ведение домашнего хозяйства. Когда её отец вновь женился в 1900 году, Арисменди поспешно вышла замуж за Франсиско Каррето, но их союз быстро распался, и она решила начать изучать сестринское дело.
Её семья поддерживала близкие отношения с Франсиско Игнасио Мадеро, а школа, в которой училась Арисменди, находилась по соседству с техасским приютом Мадеро. В 1910 году она проходила обучение в Школе сестринского дела при больнице Санта-Роса (ныне Школа сестринского дела при Университете Воплощённого слова) в Сан-Антонио (штат Техас), когда разразилась война. 17 апреля 1911 года, за несколько недель до окончания школы, Арисменди вернулась поездом в Мехико, чтобы помогать раненым бойцам, поскольку Мексиканский Красный Крест отказался оказывать помощь повстанцам. Арисменди лично встретилась с главой Красного Креста, который повторил свой отказ поддерживать каким-либо образом революционеров. Решив сама помогать своим соотечественникам, Арисменди вместе со своим братом Карлосом объединила студентов-медиков и медсестёр в организацию «Нейтральный Белый Крест» (исп. La Cruz Blanca Neutral).
Они создавали свою организацию в соответствии с руководящими принципами Женевских конвенций, Арисменди выполняла роль сборщика средств, заручившись помощью таких знаменитостей, как Мария Конеса, Вирхиния Фабрегас и Леопольдо Беристайн. В результате многочисленных пожертвований они сумели собрать достаточно средств для организации полевого госпиталя и 11 мая 1911 года отправились в Сьюдад-Хуарес. Арисменди и Карлос сформировали первую медицинскую бригаду вместе с докторами Игнасио Барриосом и Антонио Маркесом, а также медсёстрами Марией Авон, Хуаной Флорес Гальярдо, Атиланой Гарсией, Эленой де Ланге и Томасой Вильяреаль. Вторая бригада во главе с доктором Франсиско была создана на следующий день, а 14 мая — третья во главе с доктором Лоренсо и десятью медсёстрами, в том числе Инносентой Диас, Консепсьон Ибаньес, Ховитой Муньис, Консепсьон Санчес, Марией Санчес, Басилией Велес, Марией Велес и Антонией Сорильей. Прибыв в Хуарес, они столкнулись с разрухой в оказании медицинской помощи, и снова Арисменди пришлось заняться сбором средств для исправления ситуации. К концу 1911 года «Нейтральный Белый Крест» организовал деятельность 25 медицинских бригад по всей Мексике. Арисменди была избрана первой женщиной-партнёром «Мексиканского общества географии и статистики» (исп. Sociedad Mexicana de Geografía y Estadística), но она отказалась от этой почести. Она приняла золотую медаль, вручённую ей «Великой рабочей лигой» (исп. Gran Liga Obrera) за самоотверженность в оказании помощи раненым.
Арисмунди уважали за её благотворительную деятельность, но не недолюбливали за её лидерские качества, так как в то время считалось, что женщины должны быть послушными и покорными. Случались также нападки и на её руководство «Нейтральным Белым Крестом», например, когда она сфотографировалась в шутку с революционерами-солдатами со скрещенными патронташами и сольдадерами и была обвинена в нарушении нейтралитета медицинской организации.
В революционную эпоху у Арисменди был длительный роман с Хосе Васконселосом, который к тому времени был женат и имел двоих детей. Она описывалась как «одна из многих любовниц в его жизни, но, безусловно, его самая сильная и безумная страсть». Арисмунди бежала из Мексики в США в 1915 году, временно укрывшись в монастыре в Виктории (штат Техас) от публичного скандала, связанного с её отношениями с Васконселосом. Вскоре она перебралась в Нью-Йорк, где их отношения закончились. По словам одного исследователя, Арисменди сопровождала Васконселоса в Лиму (Перу), разорвав с ним отношения, когда он готовился вернуться в Мексику. Он написал о ней в своей автобиографии «Буря», дав ей псевдоним «Адриана». По мнению историка Энрике Краусе, описание Васконселосом этих отношений может считаться «самым известным изображением „безумной любви“ в мексиканской литературе». Во время пребывания Арисменди в Нью-Йорке, Васконселос безуспешно пытался примириться с ней.
Вращаясь в кругах феминисток в Нью-Йорке, она придерживалась ориентированную на Англию перспективу развития европейского и американского феминизма. Желая предоставить голос латиноамериканским женщинам, она основала феминистский журнал «Международный феминизм» (исп. Feminismo Internacional), где публиковала статьи, отражающие латиноамериканский взгляд на проблемы феминизма. Арисменди также основала вместе с Херонимой Софией Вильей де Буэнтельо общество «Женщины расы» (исп. La Cruz Blanca Neutral) в 1923 году с целью объединения латиноамериканских женщин в борьбе за свои права. В то время Латинская Америка рассматривалась как следующий «плацдарм» борьбы феминисток, поскольку активное избирательное право было получено женщинами в Европе и США. Арисменди после своего участия в Панамериканской конференции женщин в 1922 году поняла, что европейцы и американцы не понимают культурных реалий положения женщин в испаноязычном мире. И Вилья, и Арисменди считали, что брак и материнство, будучи неотъемлемой частью латиноамериканской идентичности, необходимы для формирования полноценного образа женщины. Арисменди также рассматривала антиклерикальное движение послереволюционных правительств как атаку на основу её мексиканской идентичности.
Арисменди и Вилья организовали конференцию для «Женщин расы», финансируемую «Международной лигой иберийских и латиноамериканских женщин». Арисменди использовала свои контракты с прессой, обеспечив освещение готовившегося мероприятия в «The New York Times». 2 марта 1924 года в газете вышла обширная статья о феминистском движении в Мексике под заголовком «Новые женщины Мексики, стремящиеся к равенству», содержащая интервью с Вильей де Буэнтельо, и в которой давался обзор целей их деятельности. Конференция состоялась в июле 1925 года в Мехико с Вильей в качестве её председателя. Арисменди занимала пост её генерального секретаря, но не присутствовала лично из-за разногласий с Вильей.
В 1927 году Арисменди опубликовала автобиографию с целью освятить историю своей деятельность и побороть сплетни о её личной жизни. К тому времени Васконселос опубликовал уже две работы: «Креольский Улисс» и «Буря», порочащие Арисменди, хотя и в качестве вымышленного персонажа. Таким образом автобиография Арисменди является отражением существования «двойных стандартов», с которыми сталкивались женщины.
Из-за 25-летия организации «Нейтрального Белого Креста» в 1936 году и отчасти потому, что президент Ласаро Карденас поддержал предоставление избирательного права женщинам, Арисменди ненадолго вернулась в Мексику. Затем она вновь отправилась в Нью-Йорк, но в 1938 году навсегда переехала в Мехико, где и умерла в 1949 году.

## Автобиография
Vida incompleta; ligeros apuntes sobre mujeres en la vida real M.D. Danon and Company, New York (1927)